# Haw Par Villa (métro de Singapour)
Haw Par Villa est une station de métro à Singapour. Elle tire son nom du parc à thème Haw Par Villa, créé par les entrepreneurs ayant développé le baume du tigre, situé juste au-dessus de la station. 
Une extension de la future Jurong Region Line devait passer et finir dans la station, cependant Kent Ridge a été choisi pour être le terminus à la place.

## Histoire
Le nom de la station a été déterminé à la suite d'un sondage, et a été finalement inaugurée le 8 octobre 2011.